# Lloyd Phillips
Lloyd Phillips (* 14. Dezember 1949 in Südafrika; † 25. Januar 2013 in Los Angeles, Kalifornien) war ein in Südafrika geborener und in Neuseeland aufgewachsener Filmproduzent.

## Leben
Phillips begann seine Karriere als Fotojournalist. In den frühen 1980er Jahren wandte er sich der Filmproduktion zu.
1981 wurde er für den Kurzfilm The Dollar Bottom – seine erste Produktion überhaupt – mit dem Oscar in der Kategorie „Bester Kurzfilm“ ausgezeichnet. Im Anschluss ging er in die Vereinigten Staaten und ließ sich in Malibu nieder.
Als Ausführender Produzent war er zuletzt an den Filmen Inglourious Basterds (2009) und The Tourist beteiligt. Der von Zack Snyder inszenierte neue Superman-Film Man of Steel, an dem er ebenfalls beteiligt war, erschien posthum im Juni 2013.
Phillips starb im Alter von 63 Jahren an den Folgen eines Herzinfarktes. Er wurde von seiner Frau Beau St. Clair überlebt, die ebenfalls als Filmproduzentin tätig war, und 2016 starb, drei Jahre nach dem Tod ihres Mannes.

## Filmografie (Auswahl)
- 1981: The Dollar Bottom (Kurzfilm)
- 1981: Der Kampfkoloß (Warlords of the 21st Century)
- 1983: Insel der Piraten (Savage Island)
- 1993: Ruby Cairo
- 1997: Auf Messers Schneide – Rivalen am Abgrund (The Edge)
- 2000: Vertical Limit
- 2003: Jenseits aller Grenzen (Beyond Borders)
- 2005: Im Rennstall ist das Zebra los (Racing Stripes)
- 2005: Die Legende des Zorro (The Legend of Zorro)
- 2008: The International
- 2009: Inglourious Basterds
- 2010: The Tourist
- 2013: Man of Steel